# Fredholm-Operator
In der Funktionalanalysis, einem Teilgebiet der Mathematik, ist die Klasse der Fredholm-Operatoren (nach E. I. Fredholm) eine bestimmte Klasse linearer Operatoren, die man „fast“ invertieren kann. Jedem Fredholm-Operator ordnet man eine ganze Zahl zu, diese wird Fredholm-Index, analytischer Index oder kurz Index genannt. Der Fredholm-Operator wird auch Noether-Operator nach dem Mathematiker Fritz Noether genannt. Dieser hatte als erster Operatoren mit endlichem, aber nicht verschwindendem Index untersucht.

## Definition
Ein beschränkter linearer Operator {\displaystyle A\colon X\to Y} zwischen zwei Banachräumen
{\displaystyle X} und {\displaystyle Y} heißt Fredholm-Operator, oder man sagt kurz: "{\displaystyle A} ist Fredholm", wenn
- {\displaystyle \ker A} endliche Dimension hat und
- {\displaystyle \mathrm {ran} \,A} endliche Kodimension in {\displaystyle Y} hat.

Dabei ist {\displaystyle \ker A} der Kern von {\displaystyle A}, also die Menge {\displaystyle \{x\in X:Ax=0\}} und {\displaystyle \mathrm {ran} \,A} ist das Bild von {\displaystyle A}, also die Teilmenge {\displaystyle \{Ax\mid x\in X\}\subseteq Y}.
Die Zahl
{\displaystyle \mathrm {ind} (A)=\dim(\ker A)-\mathrm {codim} (\mathrm {ran} \,A,Y)\in \mathbb {Z} }
heißt Fredholm-Index von {\displaystyle A}.

## Eigenschaften des Fredholm-Indexes
Die Menge {\displaystyle \Phi (X,Y)} der Fredholm-Operatoren zwischen den Banachräumen {\displaystyle X} und {\displaystyle Y} ist offen in der Menge der beschränkten Operatoren {\displaystyle L(X,Y)}. Auf jeder Zusammenhangskomponente {\displaystyle U} von {\displaystyle \Phi (X,Y)} ist der Fredholm-Index konstant, das heißt {\displaystyle \operatorname {ind} (A)=n_{U}\in \mathbb {Z} } für alle  Fredholm-Operatoren {\displaystyle A\in U}. Tatsächlich ist die Abbildung {\displaystyle U\mapsto n_{U}}  von der Zusammenhangskomponente auf den Index bijektiv. Daraus ergeben sich die folgenden Eigenschaften des Index:
- Die Indexabbildung {\displaystyle \operatorname {ind} \colon \Phi (X,Y)\to \mathbb {Z} } ist stetig.
- Der Index ist invariant unter kleinen Störungen, das heißt, zu {\displaystyle A\in \Phi (X,Y)} gibt es {\displaystyle \varepsilon >0}, so dass für alle {\displaystyle S\in L(X,Y)} mit {\displaystyle \|S\|<\varepsilon } gilt: {\displaystyle \operatorname {ind} (A+S)=\operatorname {ind} (A)}.
- Der Index ist eine homotopie-invariante Zahl.[4]: Ist {\displaystyle \psi \colon [0,1]\to \Phi (X,Y)} stetig, dann haben {\displaystyle \psi (0)} und {\displaystyle \psi (1)} den gleichen Index.
- Der Fredholm-Index, als Abbildung von der Menge der Fredholm-Operatoren in die Menge der ganzen Zahlen, ist surjektiv.[5]

## Eigenschaften des Fredholm-Operatores

### Bild ist abgeschlossener Unterraum
Das Bild {\displaystyle \mathrm {ran} (A)} eines Fredholm-Operators ist ein abgeschlossener Unterraum.

### Struktur
Ist {\displaystyle A\colon X\to Y} ein Fredholm-Operator, dann hat der endlich-dimensionale Unterraum {\displaystyle \ker(A)} einen abgeschlossenen Komplementärraum {\displaystyle W} in {\displaystyle X}, d. h., es gilt {\displaystyle X=\ker(A)\oplus W}. Die Einschränkung {\displaystyle {\widetilde {A}}\colon W\to \operatorname {ran} (A)} von {\displaystyle A} ist dann offenbar ein bijektiver Operator, dessen Inverse nach dem Satz vom stetigen Inversen ebenfalls beschränkt ist. Der Operator {\displaystyle A} ist also "bis auf endlich viele Dimensionen" stetig invertierbar. Viele der folgenden Eigenschaften lassen sich damit beweisen.

### Komposition
Die Komposition {\displaystyle A\circ B} zweier Fredholm-Operatoren {\displaystyle A} und {\displaystyle B} ist wieder ein Fredholm-Operator und für den Index gilt
{\displaystyle \operatorname {ind} (A\circ B)=\operatorname {ind} (A)+\operatorname {ind} (B)}.

### Dualer Operator
Sei {\displaystyle A'\colon Y'\to X'} der zum Fredholm-Operator {\displaystyle A} duale Operator. Dann gilt {\displaystyle \dim(\ker A')=\operatorname {codim} (\mathrm {ran} (A))} und  {\displaystyle \operatorname {codim} (\mathrm {ran} (A'))=\dim(\ker A)}. Daher ist auch {\displaystyle A'} ein Fredholm-Operator und für seinen Index gilt {\displaystyle \operatorname {ind} (T')=-\operatorname {ind} (T)}.

### Satz von Atkinson
Nach dem Satz von Atkinson ist ein Operator {\displaystyle A\colon X\to Y} genau dann ein Fredholm-Operator, wenn es Operatoren {\displaystyle B_{1},B_{2}} und kompakte Operatoren {\displaystyle K_{1},K_{2}} gibt, so dass {\displaystyle AB_{1}=I_{Y}-K_{1}} und {\displaystyle B_{2}A=I_{X}-K_{2}} gilt, das heißt wenn {\displaystyle A} modulo kompakter Operatoren invertierbar ist. Insbesondere ist ein beschränkter Operator {\displaystyle A\colon X\to X} genau dann ein Fredholm-Operator, wenn seine Klasse {\displaystyle [A]_{{\mathcal {C}}(X)}} in der Calkin-Algebra {\displaystyle {\mathcal {B}}(X)/{\mathcal {C}}(X)} invertierbar ist.

### Kompakte Störung
Für jeden Fredholm-Operator {\displaystyle A} und jeden kompakten Operator {\displaystyle K} ist {\displaystyle A+K} ebenfalls ein Fredholm-Operator mit gleichem Fredholm-Index wie {\displaystyle A}. Daher sagt man, dass der Index eines Fredholm-Operators invariant unter kompakten Störungen ist. Insbesondere ist jede kompakte Störung der Identität, also jeder Operator der Form {\displaystyle I+K} für einen kompakten Operator {\displaystyle K} ein Fredholm-Operator vom Index 0.

### Punctured Neighbourhood Theorem
Ist {\displaystyle A\colon X\to X} ein Fredholm-Operator, dann gibt es nach dem Punctured Neighbourhood Theorem ein {\displaystyle \varepsilon >0}, so dass für alle {\displaystyle \lambda \in \mathbb {C} } mit {\displaystyle 0<|\lambda |<\varepsilon }
1. {\displaystyle \dim \ker(A-\lambda I)\equiv \mathrm {const} \leq \dim \ker A} und
2. {\displaystyle \mathrm {codim} \,\mathrm {ran} (A-\lambda I)\equiv \mathrm {const} \leq \mathrm {codim} \,\mathrm {ran} A}

gilt. Insbesondere ist {\displaystyle A-\lambda I} also ein Fredholm-Operator. Da der Fredholm-Index stetig ist, folgt daraus {\displaystyle \mathrm {ind} (A-\lambda I)=\mathrm {ind} (A)}. Bewiesen wurde das Punctured Neighbourhood Theorem von Israel Gohberg.

## Beispiele

### Integraloperator
Ein klassisches Beispiel eines Fredholm-Operators ist der Operator
{\displaystyle A:=I+T},
wobei {\displaystyle I} der Identitätsoperator und {\displaystyle T} ein kompakter Operator ist. Auf dem Banachraum der stetigen Funktionen {\displaystyle C([a,b])} beziehungsweise auf dem der quadratintegrierbaren Funktionen {\displaystyle L^{2}([a,b])} ist der Operator {\displaystyle A} von der Form
{\displaystyle (A\phi )(x)=\phi (x)+\int _{a}^{b}k(x,y)\phi (y)\mathrm {d} y},
wobei der Integralkern {\displaystyle k} eine stetige beziehungsweise quadratintegrierbare Funktion ist. Dieser Fredholm-Operator hat den Index 0. In der Fredholm-Theorie werden Gleichungen des Typs {\displaystyle A\phi (x)=f(x)} untersucht. Die Fredholm-Alternative als ein zentrales Resultat der Fredholm-Theorie gibt eine Antwort, unter welchen Bedingungen Gleichungen dieses Typs lösbar sind.

### Laplace-Operator
Der Laplace-Operator
{\displaystyle \Delta f=\sum _{k=1}^{n}{\partial ^{2}f \over \partial x_{k}^{2}}}
definiert auf dem Sobolev-Raum {\displaystyle H^{2}(\mathbb {R} ^{n})} der zweimal schwach differenzierbaren quadratische integrierbaren Funktionen ist ein stetiger gleichmäßig elliptischer Operator. Daher ist er auch ein Fredholm-Operator. Da er auch selbstadjungiert ist, hat er den Fredholm-Index 0.
Betrachtet man den Laplace-Operator im distributionellen Sinn auf {\displaystyle L^{2}(\mathbb {R} ^{n})}, ist er kein stetiger Operator und somit kein Fredholm-Operator bezüglich der obigen Definition. Im Sinne von unbeschränkten Operatoren, wie dies später im Artikel noch erklärt wird, ist er allerdings weiterhin ein Fredholm-Operator.

### Elliptische Operatoren
Jeder gleichmäßig elliptische Differentialoperator ist ein Fredholm-Operator. 
Sei {\displaystyle n\geq 1} und {\displaystyle \Omega \subset \mathbb {R} ^{n}} ein Gebiet mit Lipschitz-Rand. Dann ist der schwache, elliptische Differentialoperator mit homogenen Neumann-Randbedingungen {\displaystyle A\colon H^{1,2}(\Omega )\to H^{1,2}(\Omega )'} definiert durch
{\displaystyle A(u)(v):=\int _{\Omega }\sum _{i,j}\partial _{i}va_{ij}\partial _{j}u}
für {\displaystyle u,v\in H^{1,2}(\Omega )} ein Fredholm-Operator.

### Elliptischer Operator auf einer Mannigfaltigkeit
Der Kreis (als {\displaystyle \mathbb {R} /\mathbb {Z} } gedacht) kann als eindimensionale geschlossene Mannigfaltigkeit verstanden werden. Ein stetiger elliptischer Differentialoperator erster Ordnung auf den glatten Funktionen vom Kreis in die komplexen Zahlen ist durch
{\displaystyle D={\frac {\mathrm {d} }{\mathrm {d} x}}-2\pi i\lambda }
für eine komplexe Konstante {\displaystyle \lambda } gegeben. Der Kern von {\displaystyle D} ist der von den Termen der Form {\displaystyle \exp(i2\pi \,\lambda \,x)} aufgespannte Raum, falls {\displaystyle \lambda \in \mathbb {Z} }, und 0 in den anderen Fällen. Der Kern des adjungierten Operators ist ein ähnlicher Raum, nur wird {\displaystyle \lambda } durch sein komplex-konjugiertes ersetzt. Der Fredholm-Operator {\displaystyle D} hat damit den Index 0. Dieses Beispiel zeigt, dass Kern und Kokern eines elliptischen Operators unstetig springen können, falls man den elliptischen Operator so variiert, dass die oben erwähnten Terme erfasst werden. Da die Sprünge in den Dimensionen von Kern und Kokern aber gleich sind, ändert sich ihre Differenz, der Index, stetig.

## Unbeschränkte Fredholm-Operatoren
Bisher wurden in diesem Artikel Fredholm-Operatoren nur als spezielle beschränkte Operatoren betrachtet. Beispielsweise in der Indextheorie elliptischer Operatoren über nicht kompakten Räumen ist es jedoch sinnvoll die Definition des Fredholm-Operators auf unbeschränkte Operatoren zu erweitern. Die Definition ist bis auf die geforderte Abgeschlossenheit des Operators identisch mit der im beschränkten Fall:
Seien {\displaystyle X} und {\displaystyle Y} zwei Banachräume und {\displaystyle {\mathcal {D}}(A)} ein Unterraum von {\displaystyle X}. Ein (unbeschränkter) Operator {\displaystyle A\colon X\supset {\mathcal {D}}(A)\to Y} wird Fredholm-Operator genannt, falls
- {\displaystyle A} abgeschlossen ist,
- die Dimension des Kerns {\displaystyle \operatorname {ker} (A)} endlich ist,
- die Kodimension von {\displaystyle \operatorname {ran} (A)} in {\displaystyle Y} endlich ist.

Manche Autoren verlangen zusätzlich, dass der Definitionsbereich {\displaystyle {\mathcal {D}}(A)} dicht liegt in {\displaystyle X}, was aber offensichtlich völlig unabhängig von der eigentlichen Fredholm-Eigenschaft ist. Der Fredholm-Index ist wie im Fall beschränkter Operatoren durch
{\displaystyle \mathrm {ind} (A)=\dim(\ker A)-\mathrm {codim} (\mathrm {ran} (A))\in \mathbb {Z} }
definiert.
Versieht man den Definitionsbereich {\displaystyle {\mathcal {D}}(A)\subset X} eines abgeschlossenen Operators {\displaystyle A\colon X\to Y} mit der sogenannten Graphennorm {\displaystyle \|x\|_{A}:=\|x\|_{X}+\|Ax\|_{Y}}, so ist {\displaystyle X_{A}:=({\mathcal {D}}(A),\|\cdot \|_{A})} ein Banachraum und {\displaystyle A}, betrachtet als Operator von {\displaystyle X_{A}} nach {\displaystyle Y}, ein beschränkter Operator. Folglich kann ein unbeschränkter Fredholm-Operator stets auf einen beschränkten Fredholm-Operator zurückgeführt werden. Dementsprechend gelten viele Eigenschaften von oben auch für unbeschränkte Fredholm-Operatoren. So ist die Verkettung unbeschränkter Fredholm-Operatoren wieder ein Fredholm-Operator, für den obige Indexformel gilt; der Satz von Atkinson gilt ebenfalls, und der Fredholm-Index unbeschränkter Fredholm-Operatoren ist auch invariant unter kompakten Störungen und lokal konstant (das Wort "lokal" bezieht sich hierbei auf die so genannte Gap-Metrik). Schließlich gilt auch das Punctured Neighborhood Theorem für unbeschränkte Fredholm-Operatoren. Eine Verbindung zur Calkin-Algebra besteht für unbeschränkte Fredholm-Operatoren allerdings nicht.